# فتق بيتي
فتق بيتي (بالإنجليزية: Petit's hernia)‏ هو فتق يَبرز من خلال المثلت القطني [الإنجليزية]، حيثُ يقع هذا المُثلث في جدار البطن الخلفي الجانبي، ويُحاط من الأمام بالحافة الحُرة للعضلة المائلة الخارجية ومن الخَلف بالعضلة الظهرية العريضة ومن الأسفل بالعرف الحرقفي. يكون العُنق (المكان الذي يبرز منهُ الفتق نحو الفتحة) كبيراً، وبالتالي فإنَّ الفتق يمتلك خطر أقل من التعرض للاختناق بالنسبة لأنواع الفتق الأُخرى.
يحدث فتق بيتي عادةً في الذكور أكثر من الإناث، وفي الجزء الأيسر أكثر من الأيمن.